# Oas (Albay)
Oas (Bayan ng Oas) är en kommun i Filippinerna. Kommunen ligger på ön Luzon, och tillhör provinsen Albay. Folkmängden uppgår till 67 960 invånare (folkräkning 2015).

## Barangayer
Oas är indelat i 53 barangayer.
| - Badbad - Badian - Bagsa - Bagumbayan - Balogo - Banao - Bangiawon - Bongoran - Bogtong - Busac - Cadawag - Cagmanaba - Calaguimit - Calpi - Calzada - Camagong - Casinagan - Centro Poblacion | - Coliat - Del Rosario - Gumabao - Ilaor Norte - Ilaor Sur - Iraya Norte - Iraya Sur - Manga - Maporong - Maramba - Moroponros - Matambo - Mayag - Mayao - Nagas - San Pascual (Nale) - Obaliw-Rinas - Petoria - Pistola | - Ramay - Rizal - Saban - San Agustin - San Antonio - San Isidro - San Jose - San Juan - San Miguel - San Ramon - San Vicente (Suca) - Talisay - Talongog - Tapel - Tobgon - Tobog - Tablon |